# Menhir Spirito Santo
Il menhir Spirito Santo è una struttura megalitica che si trova vicino l'omonima cappella di Gagliano del Capo in Puglia. 
Alto 1,90 metri, e identificato come struttura neolitica solo nel 1963, probabilmente deve la sua sopravvivenza all'essere stato posto accanto ad edicole votive.